# Vanellus malabaricus
El avefría malabar (Vanellus malabaricus) es una especie de ave Charadriiforme de la familia Charadriidae  autóctona del subcontinente indio.